# 哈爾函數的離散小波轉換
離散小波轉換的技術有很多種，哈爾(Haar)函數的離散小波轉換是為較簡單的方法。
將影像的所有像素分別視為各自獨立的數值，對這些數值做相加、相減的運算，即為相鄰像素的值相加，該值會越來越大，也就是蘊藏著重要的資訊，並將每一個相鄰像素的加總值存放在低頻頻帶；而相鄰像素的值相減，在圖平滑的部分，相鄰像素的值差異不大，所以相減之後的值並無太大的變化，如果是物面交界邊緣的部分，相鄰像素相減之後差異很大，而這些相鄰像素相減的值會存放在高頻頻帶。

## 哈爾函數的離散小波轉換方法步驟
哈爾函數離散小波轉換主要可以分成兩個步驟，一為水平分割，另一為垂直分割。

### 水平分割
沿著水平方向由左至右取出影像的相鄰兩像素做相加、相減，分別存放在低頻頻帶(L)與高頻頻帶(H)。
下圖表示著4*4的影像，圖中 A～P 代表該圖各部分的像素值，而在第一個步驟裡面，先由左至右取出水平方向相鄰的 A 及 B ，將兩者分別作相加（A＋B）及相減（A－B）運算，再將結果分別存入低頻頻帶(L)及高頻頻帶(H)。接著取出C、D相加為（C＋D）以及相減為（C－D），同樣的將結果，分別存入低頻頻帶(L)及高頻頻帶(H)。第一列做完後，再至第二列進行同樣的動作直到整張影像完成為止。

### 垂直分割
將水平分割所產生的結果，沿著垂直方向由上至下的方式取出相鄰像素做相加相減，分別存放在低頻頻帶(L)與高頻頻帶(H)。

如下圖所示，在水平低頻中，垂直方向由上至下取出相鄰像素的值分別為（A＋B）、（E＋F）做相加（A＋B）+（E＋F）與相減（A＋B）-（E＋F）結果分別放在水平低頻(L)垂直低頻(L)以LL表示及水平低頻(L)垂直高頻(H)以LH表示；再取出（I＋J）、（M＋N）做相同動作，將結果分別放在水平低頻(L)垂直低頻(L)以LL表示及水平低頻(L)垂直高頻(H)以LH表示。第一行完成後，繼續下一行進行同樣動作，直到整張影像完成為止。

左上角做了兩次相加動作的部份，即能量最為集中的部份稱為 LL ，人類視覺對此部份最為靈敏。

右上角相減後再相加部份分稱為 HL ，代表此影像之水平細節。

左下角先加後減部分稱為 LH ，表示此影像之垂直細節。

右下角作兩次相減部分稱為 HH ，代表此影像的對角細節。

## 應用
圖片Fig.1完成了水平切割與垂直切割兩個步驟之後，所產生出來的LL、HL、LH、HH四個頻帶，為一階Haar函數轉換的結果Fig.2，在四個頻帶之中最重要的頻帶為LL，它大小為原圖的四分之一，保留原始影像的特性，針對LL頻帶再做一次Haar函數轉換，稱為二階Haar函數轉換，如此一來會從LL頻帶又得到四個頻帶，分別為LL2、HL2、LH2、HH2，其中最重要的頻帶依然是低頻的LL2，同樣的LL2也保留了原始影像的特性而圖片的大小是原始影像十六分之一，可擴展成三階Fig.3、四階…n階Haar函數轉換。